# Наука в Албанії
Наука в Албанії слаборозвинена: витрати на науку становлять не більше 0,18 % ВВП країни, що є найнижчим рівнем в Європи. Економічна конкурентоспроможність всієї країни досить низька, економіка сильно залежить від низьких технологій.

## Огляд
З 1993 року в Албанії різко скоротилися в зв'язку з політичною і економічною нестабільністю кадрові ресурси в плані розвитку науки і технології. Близько 40 % професорів і дослідників з університетів та інститутів покинули країну з 1990 по 1999 роки: так звана «витік мізків» завдала серйозного удару по і так вже сильно ослабленою економіці країни.

## Стратегія наукового розвитку
У 2009 році Уряд Албанії затвердив Національну стратегію розвитку науки, технологій і інновацій на 2009—2015 роки. Документ погоджений з Департаментом стратегії і координації донорства при кабінеті Прем'єр-міністра Албанії та у співпраці з Міністерством освіти і науки за допомогою ЮНЕСКО. Були оголошені п'ять цілей:
- збільшити видатки на науку втричі і досягти рівня 0,6 % від ВВП
- збільшити частку валових внутрішніх витрат на науку з закордонного фінансування (в тому числі Програм наукового дослідження Євросоюзу) до 40 %;
- створити 4-5 албанських центрів передового наукового досвіду, оснащених спеціальним лабораторним обладнанням і робочими місцями для попередньої інкубації, тестування, сертифікації і т. д.
- подвоїти число дослідників за допомогою матеріальних стимулів та повернення стипендіатів; навчити нових дослідників (не менше 500 докторів філософії) і створити три докторські програми в університетах
- стимулювати інновації в 100 компаніях шляхом інвестицій у місцеві дослідження або консорціумів з НДІ або іноземними партнерами[3].

Стратегію планувалося здійснювати в синергії з іншими секторальними стратегіями та з урахуванням стратегії вищої освіти, затвердженої у 2008 році, а також національної стратегії розвитку та інтеграції на 2007—2013 роки. Останнє підкреслює важливість модернізації агропищевой промисловості та туризму, а також стратегічне значення управління енергетикою, навколишнім середовищем і водними ресурсами. Зацікавлені сторони запропонували приоритезировать в якості областей досліджень сільське господарство і продовольство, інфокомунікаційні технології, суспільна охорона здоров'я, албанистику і гуманітарні науки, природні ресурси, біотехнологію, біорізноманіття, оборону і безпеку. Ще однією особливістю є електронне навчання: в Албанії діють деякі інтернет-курси.
Євросоюз поставив у рамках Лісабонської стратегії чіткі цілі досліджень та інновацій для підвищення конкурентоспроможності економіки. Албанія ж зосереджується на створенні основ економічного зростання, тому не слід програмою Євросоюзу. Заступник прем'єр-міністра Генк Полло визнає, що високі темпи соціально-економічного розвитку, необхідні для збереження членства Албанії в НАТО і вступу в ЄС, вимагають посилення ролі науки, технології та інновацій у суспільстві. У серпні 2009 року албанське уряд схвалив створення Албанського агентства з досліджень, технологій та інновацій в цілях вдосконалення управління розвитком науки.

## Нові інститути
У 2006 році Уряд Албанії провело реформу системи наукових досліджень, перетворивши Академію наук за зразком країн ЄС. Тепер вибране співтовариство вчених керує Академією наук, а не окремими НДІ, інтегрованими в систему вищої освіти. В Політехнічному інституті в Тирані створений факультет інформаційних технологій у сільськогосподарському університеті Тирани створений факультет біотехнології та продовольства, Тиранском університеті з'явився Центр прикладної ядерної фізики з кафедрою біотехнології. Всього створено 12 урядових закладів і центрів для передачі технологій.

## Персонал
З цього моменту всі дані щодо розвитку науки в Албанії збираються за стандартами ОЕСР, Євростату та ЮНЕСКО. Проблемою залишаються візові умови для громадян Албанії та іноземних громадян, які відвідують в Албанію. Всього в країні налічується 578 наукових співробітників, з них 274 працюють в Академії наук, 304 — у НДІ. Середнє число вчених становить в середньому 0,2 на 1000 осіб.